# Edith Snoeij
Edith Snoeij (Hoek van Holland, 1956) was van 2005 tot 2011 voorzitter van de vakbond Abvakabo FNV.

## Levensloop
Snoeij groeide op in Hoek van Holland en studeerde in Breda aan de Sociale Academie. In 1978 kwam ze bij de Abva (de Algemene Bond van Ambtenaren) in dienst als jongerensecretaris en beleidsmedewerker.
In 1990 werd Snoeij bestuurder bij deze bond. In de jaren daarna was zij betrokken bij het afsluiten van meerdere cao's en verzorgde ze de pakketten van de sectoren welzijn, de sociale werkvoorziening, de thuiszorg en de nutsbedrijven. Snoeij vertegenwoordigde de FNV in de SER.

## Abvakabo FNV
Snoeij werd in 1997 gekozen in het dagelijks bestuur van Abvakabo FNV. In 2004 werd Snoeij waarnemend voorzitter, een jaar later werd zij tot de nieuwe voorzitter van de vakbond gekozen.
Na meningsverschillen van Snoeij en andere leden van het bondsbestuur over het pensioenakkoord besloot ze in juli 2011 haar functie neer te leggen: "Doorgaan is niet in het belang van de bond en niet van mezelf."